# Jean-Claude Colotti
Jean-Claude Colotti Coco (La Tronche, 1º luglio 1961) è un ex ciclista su strada e pistard francese, professionista dal 1986 al 1996.
Vinse il Grand Prix Ouest-France - Plouay 1989 ed una tappa al Tour de France 1992. Era uno specialista delle classiche, in particolare delle corse del pavé.

## Carriera
Ottenne la prima affermazione da professionista nel 1987 aggiudicandosi il Tour de Vendée. In quella stagione raccolse, complessivamente, buoni risultati: secondo al Grand Prix de Fourmies, terzo alla Parigi-Camembert e sesto ai campionati francesi.
Nel 1988 conquistò una frazione del Circuit de la Sarthe, che concluse terzo. Salì sul podio della Parigi-Bourges, partecipò a molte prove della Coppa del mondo di ciclismo su strada ed ai campionati del mondo.
Fra il 1989 e il 1990 si destreggiò nelle brevi cose a tappe del panorama francese, due volte terzo al Grand Prix du Midi Libre (1989, 1990), sesto alla Parigi-Nizza 1989 e settimo al Tour Méditerranéen. Soprattutto, però, mise in mostra le sue doti nelle prove del pavé piazzandosi quarto alla Omloop Het Volk del 1989 e nono al Giro delle Fiandre 1990.
Nel 1991 fu secondo alla Parigi-Roubaix, nell'occasione regolò il gruppetto di insegguitori giunti nel velodromo di Roubaix a poco più di un minuto dal vincitore Marc Madiot. In quella stessa stagione fece secondo anche al Grand Prix de Fourmies, quarto ai campionati nazionali e settimo alla Gand-Wevelgem.
La stagione seguente colse ancora due importanti piazzamenti nelle Classiche del Nord. Nella prove del pavé fu quinto alla Parigi-Roubaix vinta dal compagno di squadra Gilbert Duclos-Lassalle, non riuscendo, questa volta, a regolare il folto gruppo di corridori che si giocarono il terzo posto, in una volata caratterizzata dalla caduta di alcuni di essi al primo passaggio sulla linea del traguardo. Alle classiche delle Ardenne terminò quarto la Amstel Gold Race, risolta in una volata generale dominata dal tedesco Olaf Ludwig.
Prese quindi parte ai campionati nazionali conclusi al terzo posto e poi al Tour de France dove vinse la diciassettesima frazione, una tappa adatta alle fughe dove il leader della classifica Miguel Indurain si limitò a controllare la corsa assieme alla squadra, al termine di una lunga azione intrapresa prima con altri due compagni di fuga e poi conclusa in solitaria. 
A fine stagione chiuse quarto il Grand Prix Ouest-France - Plouay e prese parte con la Nazionale francese al Mondiale di Benidorm.
Negli ultimi anni di carriera non raggiunse risultati personali paragonabili, vinse una tappa in una breve corsa a tappe francese e fu ottavo alla Milano-Sanremo nel 1993 mentre gli ultimi acuti li ebbe al campionato francese del 1995 in cui fu secondo ed al Critérium du Dauphiné Libéré 1996 dove si piazzò nelle prime tre tappe.

## Palmarès
- 1986 (R.M.O., una vittoria)

Annemasse-Bellegarde et retour
- 1987 (R.M.O., una vittoria)

Tour de Vendée
- 1988 (R.M.O., una vittoria)

2ª tappa Circuit de la Sarthe (Syblé > Vibraye)
- 1989 (R.M.O., una vittoria)

Grand Prix Ouest-France - Plouay
- 1990 (R.M.O., due vittorie)

Prologo Grand Prix du Midi Libre (Andorra > Anorra, cronometro)
1ª Vuelta a Burgos (Burgos > Aranda de Duero)
- 1991 (Z, una vittoria)

4ª tappa Tour du Limousin (Aubusson > Limoges)
- 1992 (Tanton-Tapis, tre vittorie)

17ª tappa Tour de France (La Bourboule > Montluçon)
1ª tappa Setmana Catalana de Ciclisme (Lloret de Mar > Lloret de Ma)
2ª tappa Tour d'Armorique
- 1993 (Gan, una vittoria)

4ª tappa, 1ª semitappa Tour du Limousin ( > Limoges)

### Altri successi
- 1986 (R.M.O., una vittoria)

Critérium du Printemps à Fourchambault
- 1988 (R.M.O., una vittoria)

Grand Prix Saint-Etienne Loire (criterium)
- 1991 (Z, due vittorie)

Criterium di Nantes
Criterium di Lisieux
- 1992 (Tanton-Tapis, due vittorie)

Criterium di Hendaye
Criterium di Dijon
- 1993 (Gan, una vittoria)

Criterium di Saint-Chamond
- 1996 (Agrigel, una vittoria)

Criterium di Riom

### Pista
- 1987 (R.M.O., una vittoria)

Campionati francesi, Inseguimento individuale
- 1991 (Gan, una vittoria)

Sei giorni di Grenoble (con Philippe Tarantini)
- 1994 (Gan, due vittorie)

Sei giorni di Noumea (con Jean-Michel Monin)
Sei giorni di Grenoble (con Dean Woods)

## Piazzamenti

### Grandi giri
- Tour de France

1987: ritirato (alla 16ª tappa)
1988: 55º
1989: 67º
1990: 50º
1991: 80º
1992: 95º
1993: 113º
1994: ritirato (alla 15ª tappa)
1996: ritirato (alla 17ª tappa)
- Giro d'Italia

1990: 95º
- Vuelta a España

1989: ritirato (alla ?ª tappa)
1995: ritirato (alla 8ª tappa)

### Classiche monumento
- Milano-Sanremo

1989: 23º
1990: 6º
1992: 95º
1993: 8º
1994: 132º
1995: 78º
- Giro delle Fiandre

1990: 9º
1991: 24º
1992: 57º
1994: 64º
- Parigi-Roubaix

1988: 51º
1989: 27º
1990: 44º
1991: 3º
1992: 5º
1993: 59º
1995: 28º

### Competizioni mondiali
- Campionato del mondo su strada

Ronse 1988 - In linea: 30º
Utsunomiya 1990 - In linea: ritirato
Stoccarda 1991 - In linea: 49º
Benidorm 1992 - In linea: 46º
Oslo 1993 - In linea: ritirato
- Coppa del mondo

Coppa del mondo 1989: 61º
Coppa del mondo 1990: ?
Coppa del mondo 1991: ?
Coppa del mondo 1992: ?
Coppa del mondo 1993: ?